# Introductio in analysin infinitorum
Ne pas confondre avec l'Analyse des infiniment petits pour l'intelligence des lignes courbes de Guillaume de L'Hospital.

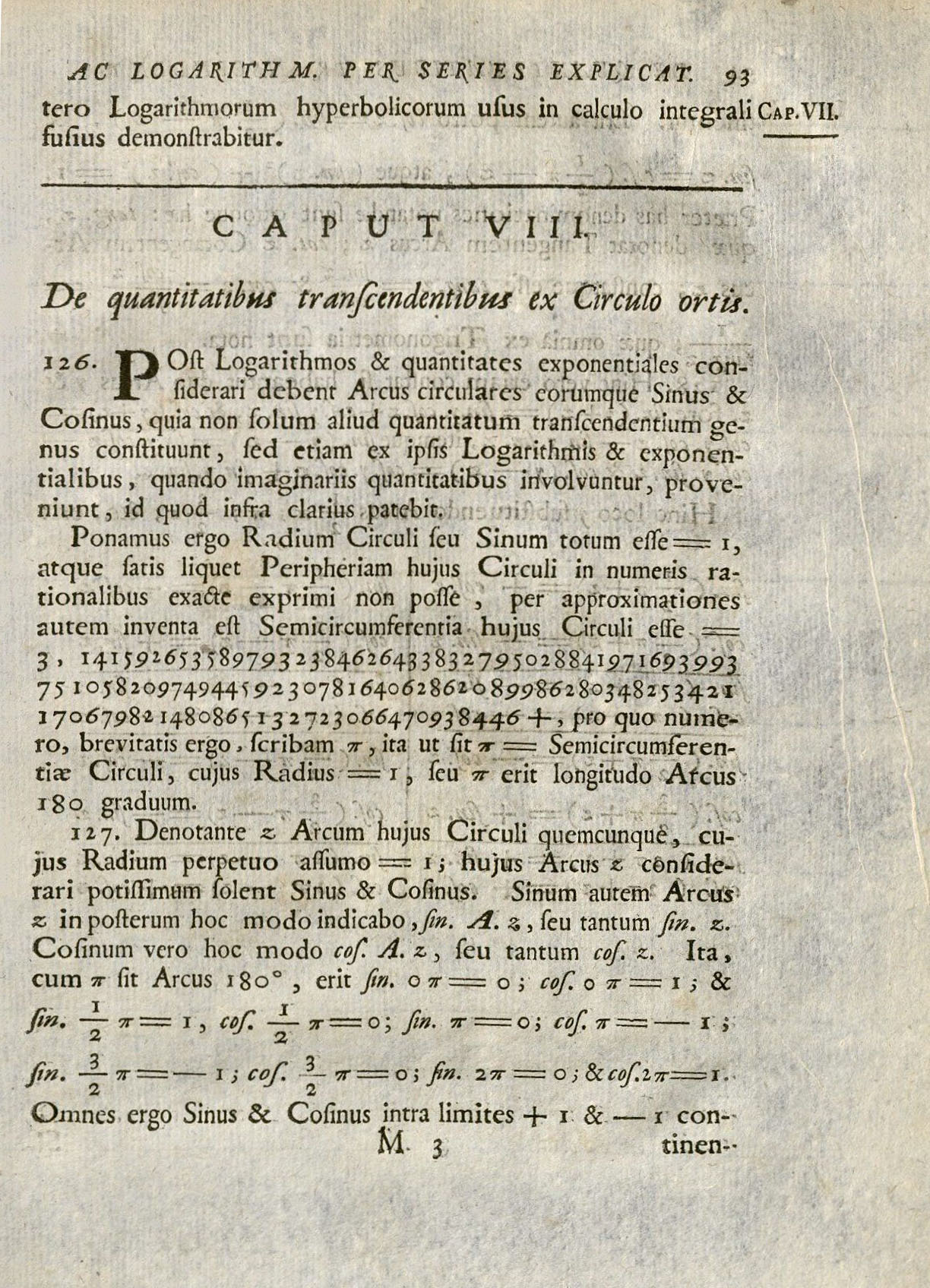
Introductio in analysin infinitorum, 1748.

L'Introductio in analysin infinitorum (Introduction à l'Analyse Infinitésimale) est un ouvrage en deux volumes de Leonhard Euler qui jette les bases de l'analyse mathématique. Publiée en 1748, l'Introductio comprend 18 chapitres dans la première partie et 22 chapitres dans la seconde.  
Carl Boyer, au Congrès international des mathématiciens de 1950, a comparé l'influence de l'Introductio d'Euler à celle des Éléments d'Euclide, qualifiant les Éléments de texte fondamental de l'Antiquité, et l'Introductio de « texte fondamental de l'Époque moderne ».

## Traductions
- en français (1796) par Jean-Baptiste Labey,
- en anglais (1988) par John D. Blanton,
- en anglais (2022) par V. Frederick Rickey.